# لويس هامان
لويس هامان (بالإنجليزية: Louis Hamman)‏ ‏ (20 كانون الأول 1877 - 28 نيسان 1946) اعتُبِر أحد الأطباء السريريين العظماء في وقته.

## سيرته
حصل على شهادة الدكتوراة في الطب من جامعة جونز هوبكينز، وبعد أن أتمّ تدريبه في مستشفى نيويورك عاد في عام 1903 إلى كليّته الأمّ ليصبح رئيس عيادة فيبس الجديدة للسل .
قال لويس: "الطبيب، بإدراك أو بطريقةٍ أخرى، يعتمد على قدراته كطبيب نفساني لنجاحه في ممارسته"
حالات نُسِبت إلى اسمه: علامة هامان، متلازمة هامان، متلازمة هامان ريتش.